# Michael McMillian

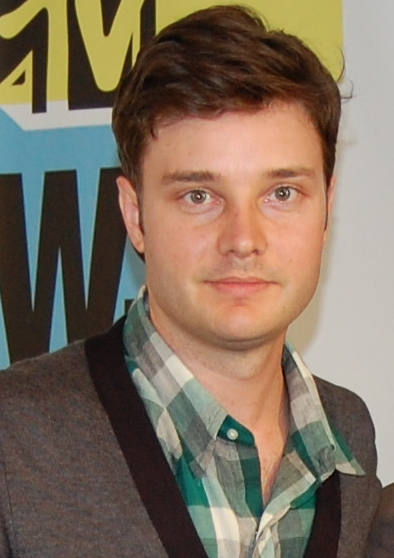
Michael McMillian

Michael McMillian (* 21. Oktober 1978 in Olathe, Kansas) ist ein US-amerikanischer Schauspieler.
In Deutschland und Österreich war Michael McMillian als Henry Gibson in der TV-Serie Hallo Holly (engl. What I Like About You) zu sehen. Er wuchs in Kansas City auf und ging zur Blue Valley Northwest High School. Heute lebt er in Los Angeles.

## Filmografie (Auswahl)
- 2003–2005: Hallo Holly (What I Like About You, Fernsehserie, 24 Folgen)
- 2004: Dorian Blues
- 2005: Veronica Mars (Fernsehserie, Folge 1x18)
- 2007: Scrubs – Die Anfänger (Scrubs, Fernsehserie, Folge 6x20)
- 2007: The Hills Have Eyes 2
- 2008: Dimples
- 2008–2014: True Blood (Fernsehserie, 32 Folgen)
- 2009: Zuhause ist der Zauber los (Imagine That)
- 2009: The Mentalist (Fernsehserie, Folge 2x05)
- 2010: Businessplan zum Verlieben (Beauty & the Briefcase, Fernsehfilm)
- 2011–2015: Hot in Cleveland (Fernsehserie, 6 Folgen)
- 2013: Banshee Chapter
- 2015–2018: Crazy Ex-Girlfriend (Fernsehserie, 18 Folgen)
- 2016: Shameless (Fernsehserie, 2 Folgen)